# Bardas Focas el Viejo
Bardas Focas (en griego: Βάρδας Φωκᾶς; c. 878-c. 968) fue un destacado general bizantino de la primera mitad del siglo X, padre del emperador bizantino Nicéforo II y del curopalate León Focas el Joven.
Bardas era miembro de la familia Focas, uno de los más importantes linajes de la aristocracia militar anatolia; su padre era Nicéforo Focas el Viejo, un ilustre general bizantino que se había distinguido en las guerras en Italia. En 917, participó a las órdenes de su hermano mayor León en la desastrosa batalla de Aqueloo.
En el 941, era gobernador del thema Armeniaco, situado en la región que antiguamente se llamaba Paflagonia. Ese año la flota del Rus de Kiev de Ígor de Kiev atacó el Imperio. Rechazados en Constantinopla, los rus desembarcaron en Bitinia y la saquearon. Bardas y sus milicianos impidieron que causasen grandes estragos y defendieron el territorio hasta que pudo llegar un ejército bizantino mayor al mando de Juan Curcuas para expulsarlos.
Fue nombrado jefe supremo de los ejércitos orientales del imperio en el 945 por el emperador Constantino VII Porfirogeneta. No descolló en este puesto: fue vencido varias veces por Saif al-Daulá, emir de Alepo. Este le infligió una grave derrota en el 953 en Marash, en la que resultó herido; tras algunos reveses más, lo sustituyó en el puesto su hijo Nicéforo en el 954/955.
Cuando este alcanzó el trono, hizo césar a su padre, el cargo inmediatamente inferior al de emperador. Murió aproximadamente en el 968 a la edad de noventa años.